# Vuurtoren van Orfordness
De vuurtoren van Orfordness (Orfordness Lighthouse) staat op de landtong Orford Ness in het Engelse graafschap Suffolk. De toren werd op 27 juni 2013 buiten gebruik gesteld, want door kusterosie dreigt het gebouw in zee terecht te komen.

## Kenmerken en uitrusting

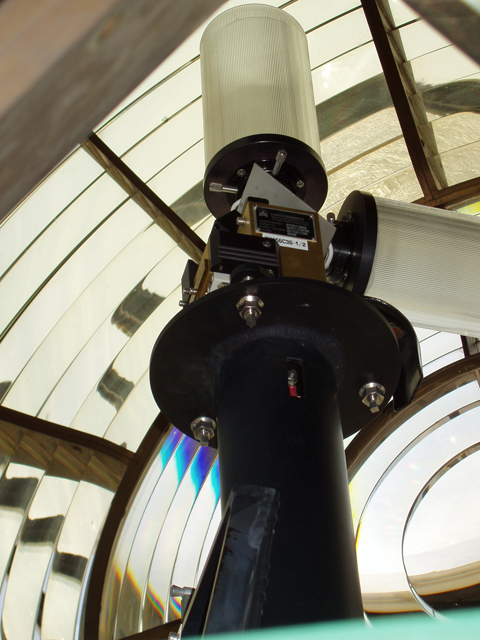
Lens van het hoofdlicht en lampenwissellaar met lampen. De elektrische installatie werd in 2013 verwijderd, de lens in 2014.

Tot de buitendienstelling in 2013 vertoonde de toren om de 5 seconden een witte flits. Hiervoor was de toren uitgerust met een 4 ton zwaar fresnellenssysteem dat op een kwikbad roteerde en om de 15 seconden een omwenteling maakte. Het licht was, in ideale omstandigheden, zichtbaar tot op een afstand van 25 zeemijlen. De rode en groene sectorlichten, die onder het hoofdlicht in de ramen van de toren zelf waren aangebracht, waren zichtbaar tot op ongeveer 14 zeemijl. Rond 2010 bleek dat een zandbank die door een rood sectorlicht aangegeven werd, zich verplaatst had. Trinity House, de beheerder van de toren, paste de positie van de lenzen in het sectorlicht niet aan, maar installeerde een bijkomende rode projector die het gevaar aangaf.
Verder was de vuurtoren voorzien van een Automatic Identification System of AIS (een installatie waarmee schepen automatisch gegevens kunnen uitwisselen zoals bijvoorbeeld hun plaats of bestemming). De toren had ook een Maritiem Mobile Service Identiteit-nummer (MMSI-nummer): een uniek getal van 9 cijfers waarmee hij als radiostation kon geïdentificeerd worden.

## Geschiedenis

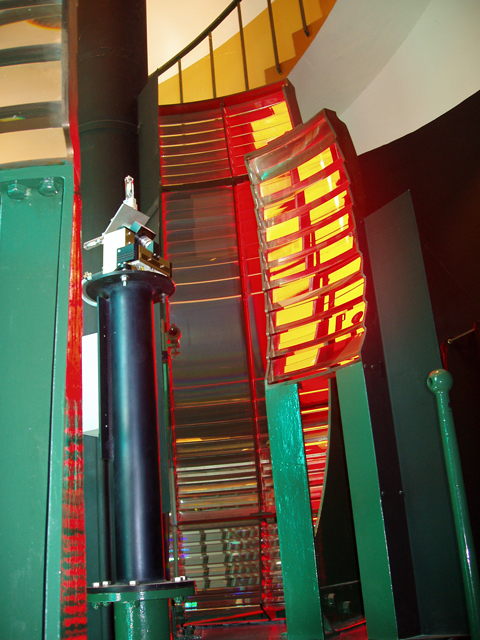
Sectorlichten die door de torenramen naar buiten schenen. Sinds 2013 niet meer in gebruik.

In 1637 werden er in de omgeving van de toekomstige toren twee geleidelichten opgesteld, die samen een lichtlijn vormden. In 1780 werden deze houten constructies vervangen door twee bakstenen torens, het zogenaamde lage licht (low light) en het hoge licht (high light). Na ongeveer twaalf jaar dienst werd het lagergelegen licht door de kusterosie onderuitgehaald. Het nog overgebleven hogergelegen licht kreeg vervolgens de functie van laag licht. Uiteindelijk zou ook dit licht in 1887 door de kusterosie verdwijnen.
Lord Braybrook, de landeigenaar, liet na het wegvallen van het lage licht in 1792 een nieuw hoog licht bouwen op een veiligere positie door architect William Walkins. Deze installatie is gebleven en vormt de huidige vuurtoren. Om het wegvallen van het lage licht te compenseren werd de toren in 1888 voorzien van afzonderlijke, rode en groene sectorlichten. Deze sectorlichten werden in 1914 geïntegreerd in de toren en schenen door de torenvensters. In datzelfde jaar werd het hoofdlicht voorzien van een roterend optisch systeem. Dit systeem deed dienst tot de uitschakeling in 2013.
In 1959 werd er overgeschakeld op een elektrische lichtbron. Na de automatisatie in 1964 beheerde de vestiging van Trinity House in Harwich de installatie op afstand. De laatste vuurtorenwachters verlieten het gebouw in 1965.

## Personeel
Tot de automatisatie in 1964 werd de toren beheerd door een vuurtorenwachter en een assistent. Deze wachters woonden tot 1938 met hun familie in afzonderlijke woongelegenheden. De communicatie tussen de vuurtoren en de woonhuizen gebeurde door middel van spreekbuizen. Eén woonhuis werd afgebroken in 1959. In 1965, na het vertrek van de laatste wachter, werd het overblijvende woongedeelte verwijderd.

## Buitengebruikstelling en overdracht

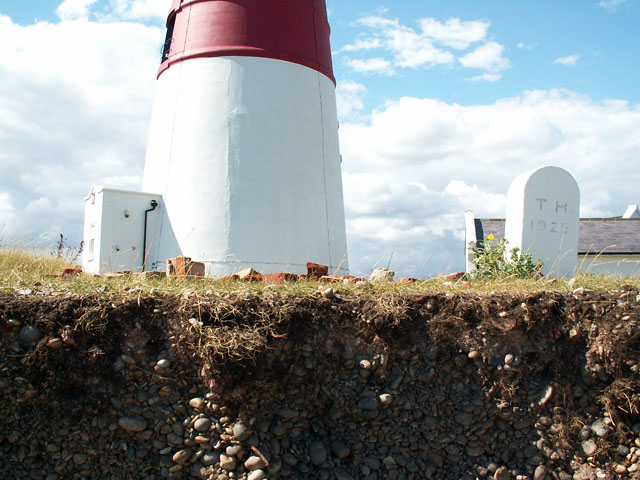
Door de kusterosie dreigt de vuurtoren in zee te storten.

Het kiezelstrand van de landtong is onderhevig aan kusterosie en verdwijnt langzaam in zee. Trinity House, de eigenaar van de vuurtoren, nam het besluit om de installatie in 2013 uit te schakelen omdat het kwik van het bad waarin het lenzenstelsel roteerde, in het water dreigde terecht te komen bij het eventueel instorten van het gebouw. Het kwik en de elektrische installatie werden bij de buitengebruikstelling uit de toren verwijderd. In november 2014 werd ook het lenzenstelsel weggehaald. Het staat tentoongesteld in de gebouwen van de Internationale Maritieme Organisatie in Londen.
Trinity House wou de toren gratis overdragen aan de Engelse National Trust maar deze instantie had geen plannen om bezoekers in het gebouw zelf toe te laten en vond het niet aangewezen om het beheer over te nemen.
Uiteindelijk werd het beheer toegewezen aan een nieuwe opgerichte vennootschap die bezoekers in de mate van het mogelijke toegang probeert te verlenen tot de vuurtoren. Plaatselijke vrijwilligers proberen de kusterosie tegen te gaan door materiaal op het kiezelstrand aan te brengen dat verpakt is in geotextiel. De vennootschap verwacht dat de toren uiteindelijk toch in zee zal vallen.

## In de media
De vuurtoren kreeg, vooral in de Britse pers, enige media-aandacht toen onderzoeksjournalist Ian Ridpath de theorie naar voren bracht dat de onverklaarbare lichten die werden gezien in de vroege uren van 26 en 28 december 1980 door het personeel van Woodbridge Air Base in Rendlesham Forest, waarschijnlijk voor een deel te verklaren waren door de effecten van het vuurtorenlicht.